# بين غوردون (لاعب هوكي الجليد)
بين غوردون (بالإنجليزية: Ben Gordon) هو لاعب هوكي الجليد أمريكي، ولد في 31 يناير 1985 في إنترناشونال فولز في الولايات المتحدة.

## وصلات خارجية
- بين غوردون على موقع دوري الهوكي الوطني (الإنجليزية)
- بين غوردون على موقع EliteProspects.com (الإنجليزية)
- بين غوردون على موقع HockeyDB.com (الإنجليزية)